# Anthoxanthine
Anthoxanthine sind wasserlösliche Flavonoidpigmente in Pflanzen. Es sind hell- bis dunkelgelbe, aus Glykosiden bestehende Pflanzenfarbstoffe, die in Wurzeln, Blättern und Blüten vieler Pflanzenarten vorkommen. In sauren Umgebungen sind sie meist weißer und in alkalischem Medium eher gelb. Anthoxanthine sind ähnlich wie Anthocyane sehr anfällig für Farbveränderungen in Gegenwart von Mineralien und Metallionen und dunkeln bei Erwärmung deutlich nach. Wie alle Flavonoide weisen sie antioxidative Eigenschaften auf, sind wichtig für die Ernährung und werden manchmal als Lebensmittelzusatzstoffe verwendet. Beispiele für Anthoxanthine sind das Quercetin, Eriodictin, Hesperidin, Naringin und andere. Die verwandten zuckerfreien Farbstoffe werden Anthoxanthidine genannt.